# Гипотеза Геи

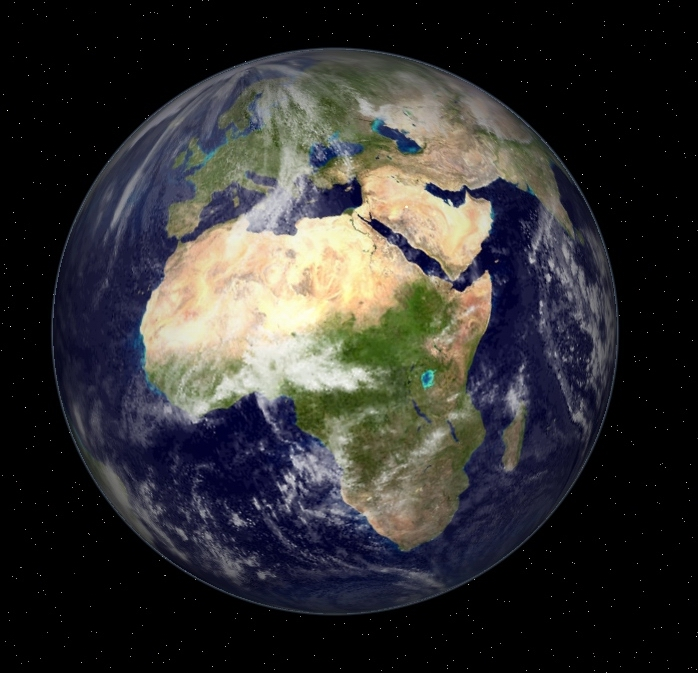
Суперорганизм Гея

Гипотеза Геи (англ. Gaia hypothesis), также известная как «теория Геи», «принцип Геи» и «парадигма Геи» — предположение, первоначально выдвинутое в 1970 году британским климатологом Джеймсом Лавлоком в сотрудничестве с американским микробиологом Линн Маргулис, но также упоминаемое другими учёными до них, согласно которой Земля — «динамичная физиологическая система, которая включает в себя биосферу и поддерживает нашу планету более трёх миллиардов лет в гармонии с жизнью», что означает, что живые организмы взаимодействуют со своим неорганическим окружением на Земле, образуя саморегулирующуюся сложную систему, которая помогает поддерживать и сохранять условия, подходящие для жизни на планете.
Все живые существа на Земле, таким образом, образуют огромный суперорганизм — называемый «Гея», по имени богини древнегреческой мифологии, олицетворяющей Землю, — осознав саморегуляцию её компонентов, способствующих жизни. Примером, приведённым Лавлоком в поддержку его гипотезы, является состав атмосферы, который, как утверждается, регулировался с течением времени таким образом, чтобы обеспечить развитие и поддержание жизни.
Темы, связанные с гипотезой, включают в себя то, как биосфера и эволюция организмов влияют на стабильность глобальной температуры, солёность морской воды, уровень кислорода в атмосфере, поддержание гидросферы из жидкой воды и другие переменные окружающей среды, которые влияют на обитаемость Земли.
В разных формулировках, гипотеза либо позиционирует Землю как суперорганизм, который при помощи саморегуляции способен поддерживать основные параметры среды на постоянном уровне, либо утверждает наличие системы отрицательных обратных связей в биоте, обеспечивающих некую устойчивость условий обитания. Так, при различных уровнях энергии, поступающей от Солнца, температура поверхности планеты может оставаться приблизительно на одном уровне.
Гипотезу Геи первоначально критиковали за её телеологичность и противоречие принципам естественного отбора, но более поздние уточнения привели её в соответствие с идеями из таких областей, как наука о системе Земли, биогеохимия и экология. Несмотря на это, гипотеза Геи продолжает вызывать критику, и сегодня многие учёные считают, что она слабо подкреплена имеющимися доказательствами или противоречит им (см. раздел "критика").

## Термин
Название «Гея» отсылает к богине Земли в древнегреческой мифологии.
Гипотеза разрабатывалась независимо со схожими понятиями биосфера и ноосфера.

## История
В XVIII веке идея о Земле как о живом организме впервые была высказана Джеймсом Хаттоном (1726—1797). На лекции в Королевском обществе Эдинбурга он предложил считать Землю живым организмом, который является предметом изучения для физиологии. В 1785 году Хаттон высказал предположение о том, что Земля — живой сверхорганизм, имеющий свои системы обмена веществ и дыхания (которые и выражаются геологическими процессами — такими, например, как эрозия).
Академик В. И. Вернадский предложил рассматривать биосферу как целое и взаимосвязанное. Он первый пришёл к выводу об участии живых организмов в цикличном развитии элементов.
Гипотеза Геи тесно связана с идеями В. И. Вернадского об исключительно большой роли живого вещества (живых организмов, биоты) в формировании лика Земли, химических и физических характеристик биосферы, атмосферы, гидросферы.

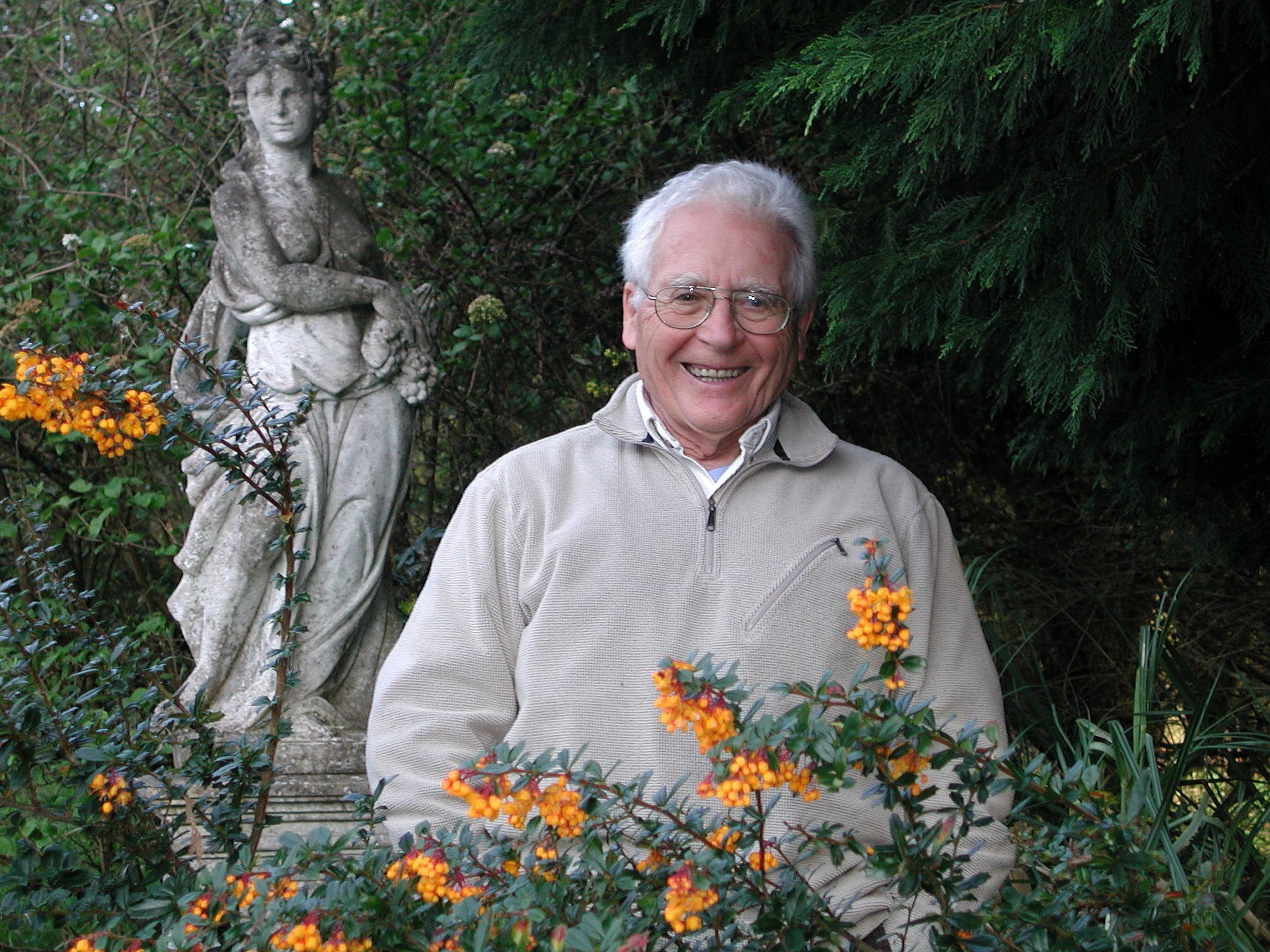
Джеймс Лавлок, 2005

В 1972 году Джеймс Лавлок (англ. James Ephraim Lovelock) и Линн Маргулис предложили гипотезу Геи (Земли), о том, что эволюция горных пород и эволюция жизни могут быть тесно связаны и не являются отдельными процессами.
Джеймс Лавлок, британский химик, приглашённый в Калифорнию Американским космическим агентством, готовившим к запуску серию зондов, призван был оценить степень вероятности существования жизни на Марсе и Венере и создать инструментарий для выявления мизерных концентраций тех или иных химических элементов в атмосфере. Д. Лавлок указал на методологическую ошибку (невозможно предугадать, какой именно химией «питается» жизнь, следует разработать общий принцип поиска жизни в космосе) и сформулировал собственный метод энтропийного анализа. В мёртвом мире энтропия нарастает. Предоставленная сама себе, атмосфера безжизненной планеты рано или поздно уравновешивает собственное содержимое, достигая энергетического покоя. Противодействует же энтропийному росту жизнь, потребляющая энергетически активные элементы и выбрасывающая мёртвый шлак. Следовательно, планета с атмосферой из углекислого газа почти наверняка должна быть безжизненной. Напротив, присутствие кислорода должно указывать на присутствие жизни. Эти два утверждения проблематичны и в общем случае неверны: как известно из реконструкций ранней жизин на Земле, на планете в течение как минимум полумиллиарда лет можно найти разнообразные организмы и следы их жизнедеятельности, в условиях бескислородной атмосферы. Что касается энтропии, то живые организмы точно так же увеличивают энтропию среды, в которой обитают, энтропия нарастает не в мёртвом или неживом мире, а в любом мире.
В сентябре 1965 года Д. Лавлок пришёл к мысли о том, что земная жизнь научилась поддерживать необходимые для себя условия существования, вступив с планетой в некую форму взаимовыгодного сотрудничества. Писатель Уильям Голдинг предложил Д. Лавлоку назвать теорию в честь древнегреческой богини Земли — гипотезой Геи.
НАСА встретило гипотезу в штыки, поскольку к этому времени уже было известно, что Марс и Венера «дышат», в основном, диоксидом углерода. Известный биолог Ричард Докинз выступил с категорическим утверждением о том, что «гипотеза Геи» противоречит теории эволюции Дарвина. Ещё один известный эволюционный биолог Стивен Джей Гулд критиковал гипотезу Геи, которую находил «метафорой, но не механизмом».
К началу 1970-х годов у теории Лавлока стали появляться защитники и последователи. В 1970 году Линн Маргулис, биолог Бостонского университета, высказала мысль о том, что связующую роль в поле взаимодействия между жизнью и планетой должны играть микроорганизмы. Лавлок сделал своё знаменитое «серное предсказание». До тех пор бытовало мнение, будто сера, вымываемая в океан из почвы, возвращается на сушу в виде сероводорода. Лавлок выразил в этом сомнение, в 1971 году он организовал исследовательскую экспедицию и на борту RV Shackleton доказал: сера поднимается в атмосферу в виде диметилсульфида (DMS), производимого разлагающимися морскими водорослями, что используется как один из доводов в пользу некоторых из форм "гипотезы Геи".
Важную роль в защите гипотезы Геи сыграл созданный Лавлоком Маргаритковый мир — модель планетарной жизни, основанная как раз на принципах теории эволюции Дарвина. В 2002 году один из последователей Лавлока, эволюционист Тим Лентон (Университет East Anglia), выступил с заявлением о том, что гипотеза не только не противоречит учению Дарвина, но и дополняет его. А год спустя Такэси Сугимото (Kanagawa University) показал, как открытые Дарвином процессы адаптации стимулируют «гееобразные» процессы, помогая жизни укреплять свои позиции на нашей планете.
В 2008 году группа учёных под руководством профессора Брента Крайстнера (англ. Brent Christner) с факультета биологических наук (англ. Department of Biological Sciences) университета Луизианы обнаружила, что за образование почти всех осадков могут отвечать бактерии, в частности, Pseudomonas syringae. Было доказано, что бактерии могут путешествовать с облаками на дальние расстояния и быть причиной осадков по всему миру при достаточно высоких температурах. Это открытие считается ещё одним подтверждением гипотезы Геи.

## Содержание концепции Геи
Гипотезы Геи предполагают, что организмы эволюционируют совместно с окружающей средой: то есть они «влияют на свою абиотическую среду, а эта среда, в свою очередь, влияет на биоту посредством дарвиновского процесса». Лавлок (1995) привёл доводы в пользу этого в своей второй книге « Ages of Gai», показав эволюцию от мира ранних термоацидофильных и метаногенных бактерий к сегодняшней обогащённой кислородом атмосфере, которая поддерживает более сложную жизнь.
Слабая версия гипотезы была названа «влиятельной Гайей» в книге «Направленная эволюция биосферы: биогеохимический отбор или Гайя?» Андрея Г. Лапениса, который утверждает, что биота влияет на определённые аспекты абиотического мира, например. температура и атмосфера. Это не работа отдельного человека, а коллектива российских научных исследований, объединённых в данное рецензируемое издание. Он утверждает коэволюцию жизни и окружающей среды посредством «микросил» и биогеохимических процессов. Примером может служить то, как деятельность фотосинтезирующих бактерий в докембрийские времена полностью изменила атмосферу Земли, сделав её аэробной и тем самым поддерживая эволюцию жизни (в частности, эукариотической жизни).
Менее общепринятые - более сильные - версии гипотезы утверждают, что изменения в биосфере происходят за счёт координации живых организмов и поддержания этих условий посредством гомеостаза. В некоторых версиях философии Геи все формы жизни считаются частью одного живого планетарного существа, называемого Гайя. С этой точки зрения, атмосфера, моря и земная кора будут результатом вмешательства Геи посредством одновременно развивающегося разнообразия живых организмов.

## Гипотеза Геи в современной культуре
- Песни о теории Геи есть у Tiamat («Gaia» из альбома Wildhoney), Stratovarius, Девина Таунсенда, Valensia, Reilly Maggie и Exit-13.
- В рассказе Артура Конан Дойля «Когда Земля вскрикнула» (1928). Там Земля — живое существо, как и другие планеты Солнечной системы.
- Одним из последователей теории Лавлока был Айзек Азимов, воплотивший её в своих произведениях; в его цикле романов «Основание» (1942–1993) модель Геи, на которой всё живое и неживое связано между собой, как в едином организме, становится выбором человечества среди нескольких вариантов развития галактики и жизни: главный герой, как избранный представитель человечества, из трёх предложенных вариантов выбирает Галаксию — живую Галактику.
- «Неукротимая планета» (1960) Гарри Гаррисона.
- В романе Солярис (1961) Станислава Лема представлена подобная идея. Планета Солярис — это огромный разумный океан, который мог корректировать траекторию движения в своей звёздной системе.
- В дилогии Пирса Энтони «Хтон» (1967) и «Фтор» (1975) упоминается сообщество живых разумных планет.
- «Обширней и медлительней империй» (1971) Урсулы Ле Гуин — растительный мир планеты, на которую прилетает экипаж космического корабля, оказывается связан общей корневой системой и обладает единым сверхразумом.
- Планета Пенелопа в произведении Кира Булычёва «Миллион приключений» (1982).
- В третьей книге фантастического романа Владимира Кузьменко «Древо жизни» (1991) действие происходит на планете Счастливая, растительность которой образует единый мыслящий сверхорганизм, управляющий всей биосферой. Люди, посетившие планету, назвали открытый ими растительный разум именем богини Кибелы.
- В романе Орсона Скотта Карда «Ксеноцид» (1991) из серии «Игра Эндера» используется понятие гайалогии (англ. gaialogy) как науки о саморегуляции планетарных экосистем.
- Название планеты Земля в теологии Гару во вселенной «Мир тьмы» (1991–2021).
- Некоторая конгруэнтность Гипотезе Геи присутствует в серии книг «Звенящие кедры России» (1996–2010), за авторством Владимира Мегре.
- В играх сериала «Final Fantasy» часто в основе миров стоит теория Геи. Например, в линейке игр «Final Fantasy 7» (1997–наст. время), где люди научились получать энергию из энергетического поля Земли.
- В большинстве работ Type-Moon (2000–наст. время) присутствует Гайя — разум и воля Земли, другие планеты также имеют свой разум. Враждебна человечеству и прямо противопоставляется Алайе — коллективному бессознательному людей; в сеттинге Type-Moon именно Гайя — первоисточник всех антагонистичных человечеству существ, таких, как демоны и вампиры.
- В фильме «Final Fantasy: Spirits Within» (2001) в основу сюжета легла именно эта теория. Земля (Гея) в фильме помогла справиться с глобальной угрозой для человечества.
- В основу сюжета фильма режиссёра Джеймса Кэмерона «Аватар» (2009) легла идея о том, что Эйва — это душа биосферного сверхорганизма планеты Пандора. Эйва, с которой местные жители умели общаться посредством нейроинтерфейсных косичек, подключаемых непосредственно к корневой системе, пришла на помощь им во время решающего сражения с землянами, направив на поле битвы внушительные зооподкрепления.
- В фильме Kingsman: Секретная служба (2015) похищенный профессор Джеймс Арнольд, которого сыграл Марк Хэмилл, исповедовал и свято верил в теорию Геи. Также главный антагонист фильма Ричмонд Валентайн, роль которого исполнил Сэмюэл Л. Джексон, также основывал свою идею решения проблемы перенаселения Земли на этой же теории.
- В игре Horizon: Zero Dawn (2017) Гея — один из персонажей искусственного интеллекта, целью которого было восстановление Земли после глобальной катастрофы при помощи контроля абсолютно всех процессов, происходящих на планете: от терраформирования до заселения живыми существами. Также эта мысль прослеживается и в следующей части игры.[8].

## Критика
Первоначально получившая мало внимания со стороны учёных (с 1969 по 1977 год), впоследствии первоначальная гипотеза Геи подвергалась критике со стороны ряда учёных, в том числе Форда Дулитла, Ричарда Докинза и Стивена Джея Гулда. Лавлок писал, что, поскольку его гипотеза названа в честь греческой богини и поддерживается многими людьми, не являющимися учёными, гипотеза Геи была интерпретирована как неоязыческая религия. Многие учёные, в частности, также раскритиковали подход, использованный в его популярной книге «Гея, новый взгляд на жизнь на Земле», за телеологичность – веру в то, что все вещи целенаправленны и направлены к определённой цели. Отвечая на эту критику в 1990 году, Лавлок заявил: «Нигде в наших трудах мы не выражаем идею о том, что планетарная саморегуляция является целенаправленной или предполагает предвидение или планирование со стороны биоты».
Стивен Джей Гулд критиковал Гею как «метафору, а не механизм». Он хотел знать реальные механизмы, с помощью которых достигается саморегулируемый гомеостаз. В защиту Геи Дэвид Абрам утверждает, что Гулд упустил из виду тот факт, что «механизм» сам по себе является метафорой (хотя и чрезвычайно распространённой и часто непризнанной), которая заставляет нас рассматривать естественные и живые системы так, как если бы они были организованными машинами. и построены извне (а не как аутопоэтические или самоорганизующиеся явления). По мнению философа Д. Абрама, продолжающего в этом контексте философскую линию Мерло-Понти (линии, которая ведёт к утверждению, что "мы — органы этого мира и что мир воспринимает себя через нас", и утверждению, что "человек видит глазами потому, что глаза видимы и он видит свои глаза", что является биологически и психологически бессвязными утверждениями о восприятии; а также эта линия ведёт к субъективизации любых знаний вообще, к отрицанию объективности как таковой), использование понятия "механизм" означает использование определённой механической метафоры, которая заставляет нас игнорировать активные или агентные качества живых существ, в то время как организменные метафоры гипотезы Геи подчёркивают активную деятельность как биоты, так и биосферы в целом.
Однако, в научных и, в частности, биологических объяснениях механизм далеко не всегда рассматривается указанным Абрамом способом, и далеко не всегда является метафорой - напротив, механизмы обычно рассматриваются как самостоятельно образовавшиеся, а не сделанные из-вне; предметы, изучаемые биологией, рассматриваются как машины и автоматы потому, что удовлетворяют формальным определениям таковых (данных в кибернетике); а само понятие механизма просто означает набор физически взаимосвязанных и взаимодействующих частей чего-либо, содержанием механизмов являются конкретные наблюдаемые взаимосвязи между какими-либо конкретными процессами, компонентами, параметрами. Иначе говоря, имеется несколько разных концепций "механизма", с разными свойствами и способами употребления - в то время как Абрам утверждает, что есть только одна концепция и всегда употребляется она. Метафорой является рассматривать узкое понятие механизма, как некоего механического устройства (см, например, "бочка Либиха"), а не использование обобщённого понятия "механизм" (синоним: "устройство"), означающее любой набор связей любой природы, в том числе не обязательно ясной или известной природы (можно учитывать и просто корреляцию, имеющуюся по неизвестным причинам). В узком значении "механизм", например, не может включать в себя калькулятор или иные электронные (и некоторые аналоговые, например, химические) вычислительные устройства, а в широком значении "механизм" их включает - включает любые устройства, имеющие какую-либо внутреннюю организацию. Слово "механизм" просто используется в качестве синонима слова "объяснение". В рассмотрении предметов исследования биологии как механизмов нет каких-либо игнорируемых черт (то есть игнорируемых просто в силу рассмотрения чего-то как механизма) - кроме как игнорируемых в конкретных моделях для простоты рассмотрения, то есть для уменьшения точности таких моделей. Чего нет в механистическом описании (и вообще в науке) - это концепции холизма, "деятельности чего-то в целом". Всё представляется как набор взаимосвязей, а не как что-либо "целое": нет способа содержательно описать что-либо как "целое". Любое вычленение деталей приводит к рассмотрению механизмов и деталей, а не "целого". Отсутствие вычленения деталей приводит к отсутствию конкретных прогнозов. Критика гипотезы Геи в этом смысле заключается в том, что учёт корреляций и петель обратных связей между величинами не требует в качестве объяснения постулировать каких-либо агентов, которые за чем-либо следят, или какие-либо цели происходящего. Для объяснения такой саморегуляции достаточно восходящих причинно-следственных связей. То есть самоорганизации. Например, колебания численности популяции зайцев происходят не для того, чтобы. И не под действием следящих агентов, и не по воле зайцев. А потому, что есть набор взаимосвязей: чем больше зайцев, тем проще их ловить хищникам и заражать паразитам, и тем сложнее самим зайцам добывать еду, тем выше их конкуренция между собой. И наоборот. Всё это сказывается на составе почвы, воздуха, температуре атмосферы, количестве осадков, альбедо сначала участков планеты, а потом и всей планеты (см. биогеохимические циклы, локальные изменения в потоках веществ оказывают влияние на глобальные биогеохимические циклы, в конечном счёте приводя к глобальным эффектам). Такая критика (см. ниже) приводит к отбрасыванию трёх более сильных из 5 вариантов гипотезы Геи - два наиболее слабых варианта остаются, но является в определённом смысле тривиальными, и уже были включены в биологию и геологию гораздо раньше публикации Лавкоком своей гипотезы.
Лавлок предположил, что глобальные механизмы биологической обратной связи могут развиваться в результате естественного отбора, заявив, что организмы, которые улучшают окружающую среду для своего выживания, добиваются большего успеха, чем те, которые наносят вред окружающей среде. Однако в начале 1980-х годов У. Форд Дулитл и Ричард Докинз по отдельности выступили против этого аспекта Геи. Дулитл утверждал, что ничто в геноме отдельных организмов не может обеспечить механизмы обратной связи, предложенные Лавлоком, и поэтому гипотеза Геи не предлагала никаких правдоподобных механизмов и была ненаучной. Тем временем Докинз заявил, что для того, чтобы организмы действовали согласованно, потребуется предусмотрительность и планирование, что противоречит нынешнему научному пониманию эволюции. Как и Дулитл, он также отверг возможность того, что петли обратной связи могут стабилизировать систему таким глобальным образом, каким предполагал Лавкок, и возможность того, что петли обратной связи, необходимые для локальной стабилизации экосистем, могут кодироваться в геномах организмов.
На второй конференции посвящённой гипотезе Геи, Джеймс Киршнер раскритиковал гипотезу Геи за её неточность и обосновал, что Лавлок и Маргулис представили не одну гипотезу Геи, а четыре (позднее разделили на несколько, см. ниже):
- Коэволюционная гипотеза Геи: "организмы и окружающая среда развивались взаимосвязанно, неким образом "коэволюционировали"". Киршнер утверждал, что это уже признано с научной точки зрения и не является чем-то новым. Также, здесь наблюдается смешение разных значений термина "эволюционировать". В то время, как биота представляет собой отбираемые фильтром условий среды репликаторы, условия среды не отбираются и не реплицируются, для условий среды "эволюционировать" означает просто "меняться".
- Гипотеза влияющей Геи: "биота в той или иной степени влияет на физическую и химическую среду обитания"
- Гомеостатическая гипотез Геи: "жизнь (в значении совокупность организмов, биота) поддерживает стабильность природной среды, и эта стабильность позволяет жизни продолжать существовать". Это также оценивается как ранее уже принятое утверждение, не несущее новизны - но, важно, что верное лишь в части случаев (контрпримеры заключаются в том, что иногда биота приводит к дестабилизации среды обитания и провоцирует вымирания).
- Геофизическая гипотеза Геи: "Биосферу можно сравнить с единым огромным организмом, который, как и другие организмы, может проявлять как гомеостатическое и нестабильное поведение".
- Оптимизационная гипотеза Геи слабая: "Биота манипулирует своей физической средой обитания таким образом, что создаёт биологически благоприятные условия".
- Оптимизационная гипотеза Геи сильная или телеологическая: "Биосфера - это изобретение, специально устроенное на благо биоты". Киршнер утверждал, что эти две невозможно проверить и, следовательно, такие "гипотезы" не являются научными гипотезами и не соответствуют нормативным требованиям к гипотезам в принципе. Другие критики объясняют наблюдаемый на Земле набор условий, пригодных для жизни, слабым антропным принципом: дело не в том, что биосфера сделана для биоты и не в том, что биота делает пригодную для своей жизнедеятельности Землю в результате своей жизнедеятельности; а в том, что людям повезло: они обитают и задают свои вопросы, находясь как раз в том участке цепочки возможных событий, где биота ещё не вымерла[19][20][21][22]

Анализируя эти гипотезы и доводы в их пользу, Кришнер пришёл к заключению, что гипотеза Геи во всех формулировках должна рассматриваться просто как метафора, то есть нестрогая аналогия; при этом неуместно ссылаться на Гею как на гипотезу или как на научное утверждение, или ссылаться на её "тесты" или "доказательства" как гипотезы.
В 1999 году Линн Маргулисс утверждала, что «великое видение Дарвина не было ошибочным, а лишь неполным. Подчёркивая прямую конкуренцию между людьми за ресурсы в качестве основного механизма отбора, Дарвин (и особенно его последователи) создавал впечатление, что окружающая среда представляет собой просто статическую арену». Она писала, что состав атмосферы, гидросферы и литосферы Земли регулируется вокруг «заданных точек», как и в гомеостазе, но эти заданные точки меняются со временем.
Биолог-эволюционист У. Д. Гамильтон назвал концепцию Геи коперниканской, добавив, что потребуется ещё один Ньютон, чтобы объяснить, как саморегуляция Гайи происходит посредством дарвиновского естественного отбора. Он предположил, что дифференциальная устойчивость биогеоценозов может играть аналогичную роль с дифференциальным воспроизводством в эволюции путём естественного отбора, что, при наличии доказательств такой равносильности, позволило бы рассматривать гипотезу Геи как частный случай отбора. С другой стороны, известны процессы эволюции не-организменных систем, таких как звёзды, звёздные системы, кристаллы, сети химических реакций и другие, которые также "эволюционируют" (в смысле развиваются, а не в смысле являются репликаторами) в направлении большей устойчивости (точнее, так обстоят дела в состояниях, уже близких к равновесию). Развитие биогеоценозов можно рассматривать в том же смысле: как протекающее в сторону достижения равновесного состояния. Эта концепция раньше гипотезы Геи легла в основу концепции сукцессионных рядов.

### Критика в XXI веке
Гипотеза Геи по-прежнему широко скептически воспринимается научным сообществом. Например, аргументы как за, так и против этого были изложены в журнале Climatic Change в 2002 и 2003 годах. Важным аргументом, выдвинутым против этого, являются многочисленные примеры, когда жизнь оказывала пагубное или дестабилизирующее воздействие на окружающую среду, вместо того, чтобы регулировать её. В нескольких недавних книгах гипотеза Геи подвергалась критике, выражая различные взгляды: от «…гипотезе Геи не хватает однозначной наблюдательной поддержки и она имеет значительные теоретические трудности» до «Неловко зависая между испорченной метафорой, фактами и ложной наукой, я предпочитаю оставьте Гею на заднем плане» до «Гипотеза Геи не поддерживается ни эволюционной теорией, ни эмпирическими данными геологических свидетельств». Гипотеза CLAW, первоначально предложенная как потенциальный пример прямой обратной связи Гайи, впоследствии оказалась менее достоверной, поскольку понимание ядер конденсации облаков улучшилось. В 2009 году была предложена гипотеза Медеи: жизнь оказывает весьма пагубное (биоцидное) воздействие на планетарные условия, что прямо противоречит гипотезе Геи.
В своей книге, посвящённой оценке гипотезы Геи в 2013 году с учётом современных данных из различных соответствующих дисциплин, Тоби Тиррелл пришёл к выводу, что: «Я считаю, что Гея — это тупик. Однако её исследование породило много новых и заставляющих задуматься вопросов. Хотя отвергая Гею, мы можем в то же время оценить оригинальность и широту видения Лавлока и признать, что его смелая концепция помогла стимулировать множество новых идей о Земле и отстаивать комплексный подход к её изучению». В другом месте он представляет свой вывод: «Гипотеза Геи не даёт точной картины того, как устроен наш мир». Это утверждение следует понимать как относящееся к «сильной» и «умеренной» формам Геи – что биота подчиняется принципу, который работает, чтобы сделать Землю оптимальной (сильная версия гипотезы №5) или благоприятной для жизни (сильная версия №4), или что она работает как гомеостатический механизм (сильная версия №3). Последняя является самой слабой формой гипотезы Геи, которую отстаивал Лавлок. Эти три формы гипотезы Геи Тиррелл отвергает. Однако он обнаруживает, что две более слабые формы гипотезы Геи — Коэволюционная Гайя и Влиятельная Гайя, которые утверждают, что существуют тесные связи между эволюцией жизни и окружающей средой и что биота влияет на физическую и химическую среду — обе заслуживают доверия, но бесполезно использовать термин «Гея» в этом смысле, и что эти две формы уже были приняты и объяснены процессами естественного отбора и адаптации.

### Гипотеза Медеи
По мнению биолога профессора Питера Уорда представление о Земле как сверхорганизме, поддерживающем жизнь на планете, является ошибочным. Он напоминает, что большинство массовых вымираний на Земле происходило не по внешним причинам, а по внутренним, например геологическим.
По мнению П. Уорда, Земля не сможет «исцелить себя», если вдруг человечество исчезнет, она не обладает гипотетической «мудрой саморегуляцией». Он предлагает использовать для образного описания Земли не Гею, а другого мифического персонажа — Медею, которая убила собственных сыновей.